# 모니카 트라파가
모니카 마리아 트라파가(스페인어: Monica Maria Trápaga, 1965년 ~ )는 오스트레일리아의 가수이다.